# Крнач, Йозеф
Йозеф Крнач (словац. Jozef Krnáč, род. 30 декабря 1977, Братислава) — словацкий дзюдоист, олимпийский призёр.

## Биография
Выступает в весовой категории до 66 кг. В 1999 году занял 3-е место на Универсиаде. В 2001 году занял 3 место на Чемпионате Европы и 7-е — на Чемпионате мира. В 2002 году занял 2-е место на Чемпионате Европы. В 2003 году вновь занял 3-е место на Универсиаде, а в 2004 году завоевал серебряную медаль Олимпийских игр. Крнач стал первым в истории представителем Словакии, выигравшим олимпийскую медаль в дзюдо.